# Islamitisch onderwijs in Nederland

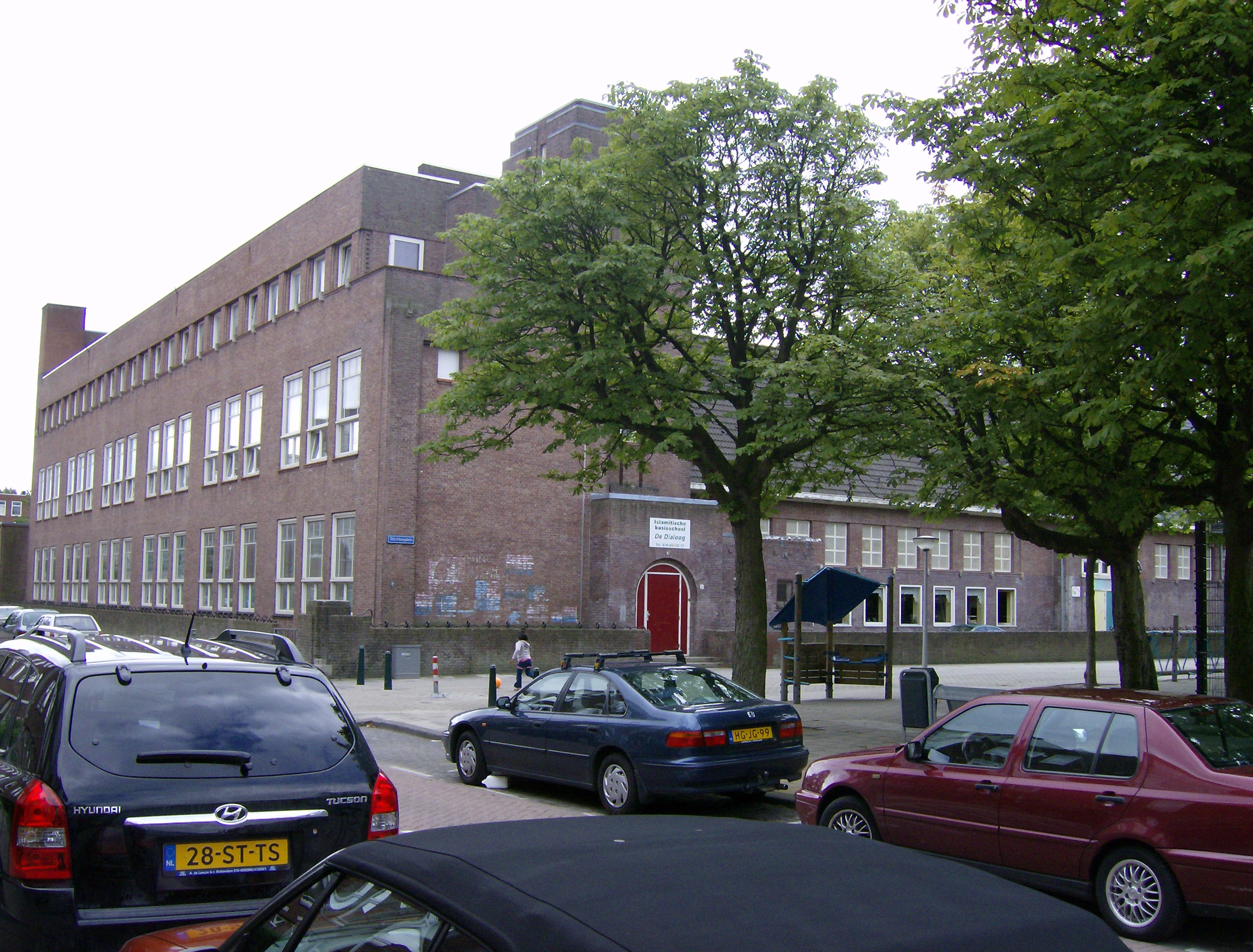
Islamitische basisschool De Dialoog te Rotterdam

Het islamitisch onderwijs valt in Nederland onder het bijzonder onderwijs, net zoals bijvoorbeeld rooms-katholiek en protestants-christelijk onderwijs. De leerlingen op een islamitische school volgen in principe hetzelfde onderwijs als leerlingen op andere scholen, maar in het onderwijs wordt in meerdere of mindere mate expliciet aangesloten bij de geloofsovertuiging van hun ouders. De islamitische scholen laten zich – in de woorden van de koepelorganisatie ISBO – leiden door de heilige bronnen van de islam: de Koran en Soenna.
In het onderwijs worden de Soenna en de Koran toegankelijk gemaakt voor de leerlingen en worden ze ingeleid in de islamitische geloofstraditie. Het islamitisch onderwijs is, net als alle andere vormen van bijzonder onderwijs, gebaseerd op artikel 23, lid 2 van de Nederlandse Grondwet waarin staat: 'Het geven van onderwijs is vrij, behoudens het toezicht van de overheid en, voor wat bij de wet aangewezen vormen van onderwijs betreft, het onderzoek naar de bekwaamheid en de zedelijkheid van hen die onderwijs geven, een en ander bij de wet te regelen.'
Het islamitisch onderwijs wordt, net als al het erkende onderwijs, gefinancierd door het ministerie van OCW. Nederland telt momenteel (2019) 52 islamitische basisscholen en 3 islamitische scholen voor voortgezet onderwijs (Rotterdam, Amsterdam, Utrecht). Ter vergelijking: Nederland telt in totaal 6268 basisscholen en 652 scholen voor voortgezet onderwijs (StatLine, 2019). Daarnaast bestaan er ook nog enkele islamitische instellingen voor hoger beroeps- of universitair onderwijs; de aantallen en hun status (erkenning, financiering) fluctueren echter regelmatig.
In 2018 volgden 15.078 kinderen islamitisch basisonderwijs.

## De eerste islamitische scholen
De wens om islamitisch onderwijs te geven leefde binnen de moslimgemeenschap in Nederland al vanaf de jaren 70 van de 20ste eeuw. Van integratiebeleid was in die jaren niet of nauwelijks sprake. Gastarbeiders (zo heetten de arbeidsmigranten toen) moesten hun eigen identiteit (eigen taal, eigen cultuur) behouden, omdat de Nederlandse overheid in de veronderstelling verkeerde dat de gastarbeiders na verloop van tijd weer allemaal naar hun eigen land zouden terugkeren. Les in hun eigen taal en cultuur in het basis- en voortgezet onderwijs (doorgaans gefinancierd door de Nederlandse overheid)  zou de terugkeer van hun kinderen vergemakkelijken. Aparte Islamitische scholen – gebaseerd op de Koran en Soenna – kwamen toen echter nog niet van de grond.
De behoefte aan eigen islamitische scholen kwam voort uit onvrede met het Nederlands onderwijs. De prestaties van allochtone leerlingen bleven namelijk achter bij die van autochtone leerlingen en hun doorstroming naar hogere vormen van onderwijs stagneerde. Ouders meenden dat dit aan het Nederlandse onderwijs lag, dat onvoldoende aansloot bij het eigene van de allochtone kinderen. Bovendien vonden de ouders dat hun kinderen te snel verwesterden en zich zo vervreemdden van hun eigen religie en cultuur. Ook was het contact tussen de islamitische ouders en de schoolleiding vaak slecht; de schoolleiding zou – zo vonden de ouders – slecht op de hoogte zijn van de religieuze en culturele achtergronden van hun kinderen. Scholen verweten op hun beurt de islamitische ouders niet voldoende geïnteresseerd te zijn in het onderwijs aan hun kinderen, hun gemeenschap zou gesloten zijn en de moslims leefden te veel in hun eigen wereld. Wederzijds was er onbegrip voor elkaars achtergrond; zo waren islamitische ouders niet gewend aan de cultuur op Nederlandse scholen, waar sprake was van egalitaire gezagsverhoudingen tussen leerkrachten en leerlingen en van ouders wordt verwacht dat ze zich af en toe inzetten voor de school en ouderavonden bezoeken. De aan de Turkse overheid gelieerde Islamitische Stichting Nederland (ISN) ijverde vanaf 1982 als eerste om islamitisch onderwijs in Nederland te realiseren.
De Arabische school van Amsterdam, later omgedoopt tot Bouschrã-school, werd in 1971 opgericht door dominee R.G.H. Boiten en zijn vrouw. De school was gericht op de ontmoeting van vertegenwoordigers uit drie culturen: Joden, Christenen en Moslims. Het schoolprogramma beoogde de keuzemogelijkheid open te houden naar integratie van deze kinderen in de Nederlandse samenleving (met behoud van eigen identiteit) of naar terugkeer van deze kinderen naar hun moederland. De school werd gesloten in 1996. In het boek Bouschrã is de naam, geschreven door de oprichter van de school, wordt de ontstaansgeschiedenis van de school beschreven. Ook de NTR-documentaire De klas van '94, geregisseerd door Hassnae Bouazza, heeft de school als onderwerp. In de documentaire gaat historicus Nadia Bouras op zoek naar klasgenoten, schoolgenoten, voormalige leraren en de oprichters van Bouschrã.
Het duurde tot 1988 voor de volgende twee – volledig door de Nederlandse overheid gefinancierde – islamitische basisscholen van start gingen, één in Eindhoven (Tarieq ibnoe Ziyad) en één in Rotterdam (Al Ghazali). De oprichting van deze scholen vond plaats uitgerekend in een tijd dat het integratiebeleid er heel anders ging uitzien dan gedurende de voorgaande twee decennia. Medio jaren 80 werd duidelijk dat de (voormalige) gastarbeiders en hun gezinnen – die door gezinshereniging of gezinsvorming inmiddels in Nederland woonden – in Nederland zouden blijven. Nu ze niet terug zouden keren naar het land van herkomst, vond de politiek dat ze zich een plek in de Nederlandse maatschappij moesten verwerven, daarmee raakte het Onderwijs in Eigen Taal en Cultuur (OETC) omstreden. De roep om islamitische scholen en daarmee een eigen islamitische zuil werd luider. Aanvankelijk probeerde een aantal gemeenten de vestiging van islamitische scholen te ontmoedigen of tegen te houden, maar hier laat art. 23 van de Grondwet geen ruimte voor. Als er voldoende behoefte bestaat aan een bijzondere school en er aan de wettelijke voorwaarden wordt voldaan – waaronder kwaliteitseisen – kan een school van bijzonder onderwijs (protestants, katholiek, islamitisch, etc.) worden opgericht.

## Etnische achtergrond van de scholen
Van de islamitische basisscholen is ongeveer 30% opgericht vanuit Turkse gemeenschappen in Nederland. Het aantal Turks islamitische scholen neemt procentueel gezien de laatste jaren niet toe. Turkse Nederlanders hebben minder behoefte aan islamitisch onderwijs omdat de meesten het standpunt van de Turkse Staat onderschrijven dat islamitisch onderwijs niet nodig is. Volgens Turkije voorziet de moskee in voldoende mate in het beleven van het islamitisch geloof. De meeste leerlingen van deze Turks-islamitische scholen zijn van Turkse afkomst, de scholen zijn meestal gematigd.
Zo'n 45% van de islamitische basisscholen is opgericht vanuit Marokkaanse gemeenschappen. De bestuursleden van deze scholen hebben vaak een conservatief islamitische geloofsovertuiging. Een aantal van deze scholen wordt ook ondersteund door islamitische gidslanden of buitenlandse islamitische fondsen. De door het buitenland ondersteunde scholen zijn vaak zeer conservatief. Leerlingen op deze scholen zijn overwegend van Marokkaanse afkomst, maar de scholen trekken ook leerlingen afkomstig uit 'nieuwe minderheden' zoals Somaliërs, Soedanezen en Afghanen. Het aantal scholen opgericht door Marokkaanse Nederlanders neemt toe.
Ongeveer 25% van de islamitische basisscholen is gemengd, in het bestuur zitten mensen van diverse afkomst. Het initiatief voor de meeste van deze gemengde scholen ging uit van moslims van Surinaamse afkomst. Net als het bestuur zijn de leerlingen van diverse afkomst, deze gemengde scholen zijn meest gematigd.
Bij het bovenstaande dient te worden opgemerkt dat de betreffende informatie over dit onderwerp al van oudere datum is en het niet bekend is hoe de verhoudingen momenteel liggen.

## Basisscholen
Op islamitische basisscholen wordt net als op alle andere Nederlandse scholen gewerkt met vaste lesprogramma's en leer- en kerndoelen; dat is wettelijk vastgelegd. Vakken waarvoor kerndoelen vanuit de overheid gelden zijn: Nederlandse taal, Engels, rekenen, aardrijkskunde, geschiedenis, natuuronderwijs, techniek, kunstzinnige oriëntatie en gymnastiek. Hiervoor wordt gebruikgemaakt van Nederlandse onderwijsmethodes. Alle lessen worden in het Nederlands verzorgd. Naast reguliere Nederlandse methodes zijn er ook Islamitische godsdienstmethodes en geschiedenisleermiddelen beschikbaar. 
De dag wordt vaak geopend met het voordragen van soera De Opening uit de Koran. Ook worden de islamitische feesten gevierd en wordt er op de meeste scholen gezamenlijk het middaggebed gebeden. Door het verschuiven van vrije dagen (bijvoorbeeld een mei-vakantie van één week in plaats van twee weken) hebben de leerlingen zowel met het Suikerfeest als met het Offerfeest vrij. Daarentegen worden Kerstmis, Sinterklaas en andere christelijke feesten niet gevierd. Doorgaans hebben de leerlingen anderhalf uur per week godsdienstles, waarbij de helft van deze tijd wordt besteed aan recitatie van de Koran.
De islamitische basisscholen voeren – afhankelijk van de mate van orthodoxie die zij aanhangen – een verschillend beleid wat betreft zaken die strijdig zouden kunnen zijn met de islam, zoals het verbod op muziek of het verbod op het maken en tonen van afbeeldingen van levende wezens. Op de meeste scholen wordt wel (religieus) gezongen en worden afbeeldingen gemaakt, met respect voor de leerlingen die dat niet willen. Soms worden onderdelen van het curriculum die strijdig zouden zijn met de interpretatie van de Koran niet behandeld en (letterlijk) uit de leermiddelen verwijderd, zoals de evolutieleer en seksuele voorlichting. Het gymnastiekonderwijs voor jongens en meisjes is na de leeftijd van 7 jaar doorgaans gescheiden. Op sommige scholen komt het ook voor dat jongens en meisjes in de hogere groepen in van elkaar gescheiden klassen zitten. Ook kennen sommige scholen kledingvoorschriften, waarbij alle meisjes een hoofddoek moeten dragen (Driessen & Bezemer, 1999).
De meeste leerkrachten op islamitische basisscholen zijn niet-moslim. Wel onderschrijven zij de islamitische grondslag van de school. Daarbij wordt op sommige scholen van hen ook verlangd dat zij zich aan bepaalde kledingvoorschriften houden, zoals voor vrouwen wijdvallende kleding en een hoofddoek. De afgelopen jaren is er steeds meer sprake van instroom van moslim-leerkrachten.

## Hoger onderwijs
Naast islamitisch basis- en voortgezet onderwijs zijn er in Nederland ook enkele islamitische instellingen voor hoger onderwijs. De meeste opleidingen zijn onderdeel van of werken samen met bestaande instellingen voor hoger onderwijs; dit garandeert (in principe) niet alleen de kwaliteit, maar ook de financiering. Er zijn islamitische instellingen voor hoger onderwijs in Amsterdam, Rotterdam en Schiedam. In Rotterdam is de Islamic University of Applied Sciences Rotterdam  (voorheen Islamitische Universiteit Rotterdam) gevestigd, deze opleiding is door de Nederlandse overheid erkend, maar ze ontvangt geen geld van de overheid.

## Koepelorganisaties
Sinds 1990 bestaat de Islamitische Scholen Besturen Organisatie (ISBO), dit is een islamitische koepelorganisatie van schoolbesturen die op uiteenlopende gebieden de belangen behartigt van het Nederlandse islamitische onderwijs. De ISBO neemt in het islamitisch onderwijs een centrale positie in en is actief in de ondersteuning van islamitische scholen en zet zich ervoor in dat er nog meer islamitische scholen komen. De ISBO wil dat de schoolbesturen meer beleidsvrijheid krijgen en meer autonomie; hiervoor lobbyt de ISBO binnen de politiek. Ook houdt het ISBO zich bezig met het imago van de islamitische scholen. De ISBO formuleert de doelstelling van islamitisch onderwijs als volgt: 'het onderwijs moet de kinderen voorbereiden op en in staat stellen tot volwaardig functioneren en participeren in de Nederlandse samenleving, met de nadruk zulks te doen vanuit de eigen levensbeschouwelijke en culturele achtergrond.' Onder die culture achtergrond verstaat het ISBO 'de islamitische cultuur'. Ook het hoger onderwijs heeft een koepelorganisatie, de Stichting Islamitisch Hoger Onderwijs (SIHO).

## Islamitisch onderwijs en integratie

### Het integratiedebat
Toen in de jaren 80 duidelijk werd dat de voormalige gastarbeiders niet meer terug zouden keren naar hun land van herkomst, kwam langzaam het integratiedebat op gang. Als de – vooral – Turken en Marokkanen in Nederland wilden blijven, moesten ze ook participeren in de samenleving. In eerste instantie viel het integratiebeleid bijna helemaal samen met achterstandsbeleid: de bestaande sociale achterstand moest worden weggewerkt onder andere door onderwijs en begeleiding naar werk. Vanaf de jaren 90 werd de politiek (en de autochtone burger) kritischer over de multiculturele samenleving; het achterstandsbeleid – dat vooral gebaseerd was op 'zieligheid' – werd verlaten en er kwam meer aandacht voor de eigen verantwoordelijkheid van allochtonen. Nederland hangt sinds het midden van de jaren 90 een neorepublikeinse opvatting van burgerschap aan, wat betekent dat van allochtonen minimaal participatie en liever nog integratie of zelfs assimilatie in de Nederlandse samenleving wordt verwacht.

### Emancipatie of achterstand?
Hoe verhouden de islamitische scholen zich tot integratie? De discussie kent twee uitersten: de ene kant meent dat islamitisch onderwijs bijdraagt aan integratie, omdat het de moslims zou emanciperen en zelfbewuster zou maken en alleen zelfbewuste mensen zouden goed kunnen participeren en integreren in een maatschappij. Aan de andere kant van het spectrum leeft de overtuiging dat islamitisch onderwijs integratie juist in de weg staat, omdat de kinderen te veel in hun eigen kring verkeren en onvoldoende kennismaken met de Nederlandse samenleving. Een van de aanhangers van de laatste overtuiging was en is oud VVD-leider Frits Bolkestein die in 1991 stelde dat moslims die ervoor kiezen in Europa te wonen, zich moeten aanpassen aan de Westerse samenleving en de basisbeginselen daarvan moeten onderschrijven ook al maken die waarden geen deel uit van hun eigen erfgoed. Volgens Bolkestein paste een nieuwe islamitische zuil daar niet bij, zeker niet omdat Nederland inmiddels grotendeels ontzuild was. Tussen deze twee uitersten liggen tal van meer genuanceerde meningen.

### Islamitische scholen ensociale cohesie
In 2002 bracht de Inspectie van het Onderwijs een rapport uit genaamd 'Islamitische scholen en sociale cohesie'. In dit rapport constateert de Inspectie dat islamitisch onderwijs de integratie in de Nederlandse samenleving niet in de weg staat. Volgens de Inspectie hebben bijna alle islamitische scholen een open houding naar de Nederlandse samenleving en dragen zo bij aan de sociale cohesie binnen de Nederlandse samenleving. De lessen worden in het Nederlands gegeven, waardoor er geen taalachterstand ontstaat en religie is niet de hoofdmoot binnen de scholen. Bovendien zijn de ouders van leerlingen betrokken bij de leerprestaties van hun kinderen. Wel vond de Inspectie de kwaliteit van het onderwijs op een aantal scholen onder de maat. De algemene conclusie van de Inspectie luidde: "De rol die islamitische scholen vervullen bij het bevorderen van de condities waaronder sociale cohesie in de Nederlandse samenleving tot stand kan komen, kan in het algemeen als een positieve worden gekenmerkt. Deelname aan islamitisch onderwijs in Nederland staat integratie van leerlingen van een islamitische school in de Nederlandse samenleving niet in de weg." De Inspectie onderzocht 37 scholen en had slechts bedenkingen bij één school.

### Vervolgonderzoek in 2003
In de media, de wetenschap en het parlement was twijfel over de validiteit van de conclusies die de Inspectie trok in het rapport. Die twijfel ontstond onder andere omdat de inspecteurs geen godsdienstlessen hadden bijgewoond; juist die godsdienstlessen zouden integratie in de weg staan, vond men. Ook vroegen parlementariërs zich af of één schoolbezoek wel voldoende was om de bijdrage aan integratie te beoordelen. Een aantal leden van de Tweede Kamer noemde het rapport 'versluierend' en verlangde een nader onderzoek. In opdracht van toenmalig minister Maria van der Hoeven werden de scholen in 2003 opnieuw door de Onderwijsinspectie bezocht, dit keer werden ook de godsdienstlessen bijgewoond en hoorden de inspectie oud-medewerkers en leerlingen. In oktober 2003 kwam de Inspectie met het rapport: 'Islamitische scholen nader onderzocht'. De conclusie in 2003 was gelijk aan die in 2002, de Inspectie concludeert dat islamitische scholen integratie niet in de weg staan. Ze stelt: "er zijn geen bevindingen gedaan die tot onrust zouden moeten leiden of tot ernstige ontevredenheid." Het onderwijs op de islamitische scholen bleek in meer of mindere mate condities te scheppen die de integratie van leerlingen ten goede komt. Wel vond de Inspectie de kwaliteit van het onderwijs op de helft van de scholen nog onder de maat, vooral op didactisch vlak. Ook vond de Inspectie de besturen zwak – 'kwetsbaar' in de woorden van de Inspectie. Vanuit het onderwijsveld kwam hier en daar kritiek op de onderzoeken die specifiek op de islamitische scholen gericht waren. Verdachtmakingen, zo oordeelde men, bovendien was 'bijdragen aan integratie en sociale cohesie' toch helemaal geen kerndoel? Deze kritiek is ondervangen door 'het bevorderen van actief burgerschap en sociale integratie' per 1 februari 2006 als kerndoelen in de wet op te nemen (zie hierna).

### Motie VVD in 2003
Hiermee was de discussie over islamitisch onderwijs en integratie niet van de baan. In november 2003 diende kamerlid Ayaan Hirsi Ali namens de VVD een motie in waarin ze het kabinet vroeg nieuwe scholen op religieuze grondslag te onderzoeken. Als de scholen 'te zwart' waren zou de overheid de oprichting van deze scholen moeten voorkomen, want op 'te zwarte scholen' zouden leerlingen een achterstand oplopen, aldus de VVD. Door te wijzen op de samenstelling van het leerlingenbestand probeerde de VVD een discussie rond de vrijheid van onderwijs te omzeilen. De VVD sprak niet over islamitisch onderwijs maar over achterstandsscholen, hoewel ze in feite moslimscholen bedoelde. Bovendien zouden leerlingen op zwarte scholen niet alleen een achterstand oplopen, maar waren zwarte scholen ook slecht voor de integratie, aldus de VVD. De motie van de VVD werd gesteund door de PvdA, SP en LPF. Toenmalig minister van Onderwijs Maria van der Hoeven was tegen de motie en zei dat ze moslimscholen niet kon en wilde blokkeren. Van der Hoeven, afkomstig uit het CDA, wilde niet tornen aan de vrijheid van onderwijs omdat dan immers ook andere religieuze scholen onder vuur zouden komen te liggen. Premier Jan Peter Balkenende mengde zich ook in de discussie, volgens hem konden islamitische scholen de integratie van moslims in de Nederlandse samenleving wél in de weg staan. Balkenende noemde de islamitische scholen een 'gevangenis van achterstand' waar leerlingen nauwelijks kennismaken met de Nederlandse samenleving en gedwongen worden om in hun eigen kring te verkeren. De discussie in het kabinet strandde uiteindelijk omdat de vrijheid van onderwijs, als verwoord in artikel 23 lid 1 van de Grondwet, geen ruimte laat om één soort onderwijs uit te zonderen. De motie werd niet aangenomen omdat de PvdA uiteindelijk haar steun aan de motie introk, hiermee waren strengere regels voor islamitische scholen van de baan.

### WRR: Islamitische scholen geen gevangenis
In een in 2006 verschenen rapport van de Wetenschappelijke Raad voor het Regeringsbeleid(WRR) onder de titel 'Waarden, normen en de last van het gedrag' ging de WRR in op de uitspraak van Balkenende als zouden de islamitische scholen een 'gevangenis van achterstand' zijn. Schrijver van het rapport, prof. Kees Schuyt, zei bij de presentatie van het rapport dat het te vroeg is om zuilvorming in islamitische kring af te wijzen. Eigen scholen kunnen volgens Schuyt een goed middel tot emancipatie zijn, Schuyt bestreed het beeld van de 'gevangenis van achterstand' zeggende: "Het is geen gevangenis als kinderen in de veilige omgeving van de eigen gemeenschap kunnen opgroeien." Volgens Schuyt zou het juist een averechts effect op moslims hebben als ze naar een algemene school zouden gaan omdat daar – in de woorden van Schuyt – de kans op discriminatie aanwezig is en volgens Schuyt: "Ben je dan op je 14de gefrustreerd en word je misschien een gewelddadige jongere." De WRR koos hiermee de kant van de islamitische scholen. Het CDA moest als fervent aanhanger van het bijzonder onderwijs wel inbinden, want de politiek kan niet de islamitische scholen verbieden en vervolgens scholen op een andere religieuze grondslag wel toestaan. De VVD is nog steeds tegen moslimscholen, omdat ze slecht zouden zijn voor de integratie; hierbij moet worden opgemerkt dat de VVD sowieso tegenstander is van elke vorm van bijzonder onderwijs.

### Burgerschap en Integratie als kerndoelen
Op 1 februari 2006 werd een extra bepaling opgenomen in de Wet op het primair onderwijs, de Wet op het voortgezet onderwijs en de Wet op de expertisecentra, volgens deze bepaling moeten scholen actief burgerschap en sociale integratie van leerlingen bevorderen. Deze onderwerpen zijn toegevoegd aan de kerndoelen binnen het onderwijs. Vanaf 1 oktober 2006 ziet de Inspectie van het Onderwijs toe op naleving van deze bepaling.

### Twintig jaar discussie
Over de voors en tegens van islamitisch onderwijs in relatie tot integratie wordt inmiddels al meer dan twintig jaar gediscussieerd en de voor- en tegenstanders lijken niet nader tot elkaar te komen. Tegenover elk positief verhaal dat uit onderzoek naar voren komt staat uit ander onderzoek weer een negatief verhaal. Hierdoor wordt de discussie vooral gevoerd vanuit het 'buikgevoel' en principiële stellingnames waarbij het CDA pro bijzonder onderwijs is maar twijfelt over islamitisch onderwijs, de PVV en VVD stelling nemen tegen elke vorm van bijzonder onderwijs en de PvdA en GroenLinks vinden dat als art. 23 lid 2 van de Grondwet bijzonder onderwijs toestaat, ook islamitisch onderwijs daarbij hoort.

## Islamitisch onderwijs en buitenlandse invloeden

### Onderzoek door de BVD
In 1998 stuurde de toenmalige Binnenlandse Veiligheidsdienst (BVD, vanaf 2002 de AIVD) een nota naar de Tweede Kamer gebaseerd op een rapport met de titel 'De politieke islam in Nederland'. In de nota spreekt de BVD onder andere zijn zorg uit over bemoeienis van politiek-islamitische groeperingen en buitenlandse mogendheden met het islamitisch onderwijs in Nederland. In 1999 startte de BVD een onderzoek naar de bemoeienis van orthodox-islamitische regimes met het islamitische onderwijs in Nederland. Als reden voor het onderzoek noemt de BVD de eigen zorgen en het beeld dat in de media was ontstaan rond islamitische scholen. Zo berichtte Vrij Nederland in juli 1998 over de inmenging van de radicale Saoedische stichting Al Waqf al-Islami in het Nederlandse islamitische onderwijs, ook NRC Handelsblad meldde op 23 mei 2001 dat Al Waqf al-Islami op Nederlandse scholen actief zou zijn. In januari 2001 raakte de islamitische basisschool Bilal in Amersfoort in opspraak toen bleek dat aan leerlingen een video was vertoond van de aan de Palestijnse Hamas gelieerde stichting Al Aqsa, deze video ging vooral over de Palestijnse intifada in de jaren 80. Verder meldde Trouw in oktober 2001 dat er haatdragende teksten werden verspreid door de voorzitter van het schoolbestuur van de Amsterdamse As Siddieq school en op 21 december 2001 werd in een uitzending van NOVA getoond dat de Saoedische stichting Al Waqf al-Islami islamitische basisscholen van lesmateriaal voorzag.
Voor de BVD voldoende reden om uit te zoeken hoe het gesteld was met de buitenlandse invloed op Nederlandse islamitische scholen (toentertijd bestaande uit 32 basisscholen). Het onderzoek werd in 2002 afgerond en onder de titel 'De democratische rechtsorde en islamitisch onderwijs' in februari 2002 gepresenteerd. Uit het onderzoek kwam naar voren dat met name drie landen probeerden invloed uit te oefenen op het onderwijs in Nederland: Libië met de World Islamic Call Society, Turkije via de stichting Diyanet en Saoedi-Arabië met Al-Waqf al-Islami. WICS en Diyanet zijn gelieerd aan hun overheid, Al-Waqf al-Islami is dat niet, maar wordt gefinancierd door rijke zakenmensen. De organisaties probeerden vooral invloed te krijgen door de scholen financiële steun te bieden. Omdat islamitische scholen, zodra ze erkend zijn, geld krijgen van de Nederlandse overheid was deze strategie in Nederland niet zo succesvol. Bovendien waren de Libische- en Saoedische Stichtingen zo slecht georganiseerd dat ze de gewenste invloed niet konden organiseren, aldus de BVD. Het Turkse Diyanet, dat in Nederland vertegenwoordigd wordt door de Islamitische Stichting Nederland (ISN), was beter georganiseerd en probeerde invloed uit te oefenen op het Nederlands onderwijs maar niet door het promoten van fundamentalisme maar juist door te wijzen op het belang van een seculiere staat.

### Conclusie BVD
Al met al concludeerde de BVD dat op verreweg de meeste islamitische scholen in Nederland (80%) zich weinig zaken voordeden die schadelijk waren voor de democratische rechtsorde. Het gevreesde moslim-extremisme leek weinig tot geen invloed te hebben op die scholen. Wel werd op de meeste islamitische scholen de noodzaak tot het behoud van de eigen religieuze en etnische identiteit benadrukt met daaraan gekoppeld een afkeuring van aspecten van de Nederlandse samenleving, maar dit achtte de BVD legitiem. Verschillende buitenlandse organisaties probeerden weliswaar vanuit nationaal-politieke of politiek-religieuze overwegingen invloed te krijgen op het onderwijs, maar ze waren daarin maar beperkt succesvol. Dit beperkte succes koppelde de BVD aan de financiering van het Nederlandse onderwijs waardoor de scholen financiële ondersteuning vanuit het buitenland niet direct nodig hadden. Ook de slechte organisatie van de buitenlandse stichtingen was debet aan het feit dat ze maar beperkt invloed hadden.
Wat de BVD wel zorgelijk vond was de aanwezigheid van radicaal-islamitische overtuigingen onder leden van de schoolbesturen zelf. Uit het onderzoek kwam naar voren dat ruim 20% van de islamitische basisscholen leden in het schoolbestuur had die sympathiek stonden tegenover of banden onderhielden met radicaal-islamitische
organisaties als de Palestijnse Hamas of de Egyptische Moslimbroederschap. Deze scholen hadden in de meeste gevallen ook geld aangenomen van het Saoedische Al-Waqf al-Islami. Bij deze scholen konden buitenlandse radicale organisaties invloed uitoefenen doordat het bestuur zelf radicaal was. De BVD stelde dat het voor de Nederlandse overheid moeilijk om in te grijpen vanwege de heimelijkheid waarin alles plaatsvond en het feit dat de bestuursleden een gunstiger beeld van de school en hun persoonlijke overtuigingen schetsen dan in werkelijkheid het geval was. Op basis van het onderzoek besloot de BVD/AIVD deze islamitische scholen te volgen.

### Reportage in NOVA
In dezelfde week waarin het BVD-rapport uitkwam, kwam het televisieprogramma NOVA met een eigen onderzoek naar buiten, NOVA schetste een nog minder rooskleurig beeld dan de BVD. Volgens NOVA had 30% (10 van de toentertijd 32 scholen) van de islamitische scholen via hun bestuur nauwe banden met buitenlandse fundamentalistische groeperingen. Het betrof in alle gevallen Saoedische organisaties: de al eerder genoemde Al-Waqf al-Islami en El Tawheed. De 10 scholen bleken flinke sommen geld te ontvangen via de Saoedische stichtingen, ook de koepelorganisatie ISBO ontving geld en stond onder invloed van de Saoedies, aldus NOVA. Zowel Al-Waqf al-Islami en El Tawheed namen deel aan het bestuur van de scholen en legden de leerlingen via reglementen strenge regels op, zo mochten ze geen muziek maken, waren ze verplicht zedige kleding te dragen en waren een groot aantal tv-programma's voor hen verboden. Ook werd de leerlingen geleerd dat christenen, joden en ongelovigen niet deugen. NOVA liet in de reportage een lesboek zien waarin stond: "De profeet heeft gezegd: Ik heb de opdracht gekregen om de mensen te bestrijden, om in oorlog te gaan tegen de mensen, tot ze erkennen dat Allah de enige God is". Ahmed Aboutaleb, toentertijd directeur van Forum Instituut voor Multiculturele Ontwikkeling, sprak zich in de uitzending van NOVA uit tegen de invloed van extremisten op het onderwijs. Hij vreesde dat de Saoudies via donaties invloed proberen te verwerven want "stichtingen of sheiks geven nooit zomaar geld", aldus Aboutaleb. De toenmalig staatssecretaris van Onderwijs Karin Adelmund verklaarde zich eveneens tegenstander van deze invloeden omdat het schadelijk zou zijn voor de kinderen en de Nederlandse samenleving. Adelmund zei een onderzoek door de Onderwijsinspectie toe en beloofde de scholen die in hun lessen tot fundamentalisme opriepen keihard aan te pakken.
De reportage van NOVA veroorzaakte veel ophef in de moslimgemeenschap. Mohamed Douiyeb, toenmalig voorzitter van de ISBO, zei één dag na de uitzending de aantijgingen belachelijk te vinden. Volgens Douiyeb had NOVA geciteerd uit een oud lesboek en zouden de scholen en de ISBO al zeker zes jaar geen geld meer ontvangen uit Saoedi-Arabië. En terwijl de Minister van Binnenlandse Zaken Bert de Vries zich geschrokken toonde over de reportage van NOVA en het rapport van de BVD en de donaties aan scholen zeer ongewenst noemde, waarschuwden bestuursleden van islamitische scholen in het NRC Handelsblad dat 'ze door de druk vanuit de media moeite hadden hun achterban tot kalmte te brengen omdat ze denken dat heel Nederland tegen de islam is'. In moslimkringen werd negatief gereageerd op de reportage van NOVA, het rapport van de BVD en de reactie van Karin Adelmund. Velen meenden dat de kritiek op de scholen een uitvloeisel was van de kritiek op de islam na 11 september 2001. Ook stelde men dat de kritiek vooral voortkwam uit angst. Hoewel de ISBO zowel de reportage als het onderzoek van de BVD rijp vond voor de prullenbak, trad het bestuur van de ISBO de dag na publicatie van het BVD-rapport af. Het ISBO vond dat het gefaald had en riep ook de gewraakte schoolbesturen op om hun positie beschikbaar te stellen.

### Rapport Onderwijsinspectie
Het door Karin Adelmund beloofde rapport van de Onderwijsinspectie verscheen op 8 oktober 2002 en het 'nader onderzoek' in oktober 2003 (zie hiervoor). In tegenstelling tot hetgeen Adelmund aankondigde in NOVA deed de Inspectie geen onderzoek naar banden met buitenlandse financiers maar onderzocht ze of de islamitische scholen een voldoende bijdrage leverden aan de integratie van hun leerlingen in de Nederlandse samenleving. Volgens de Inspectie speelden de scholen een positieve rol binnen als het ging om integratie. Daarna werd het stil rond dit onderwerp.

## Islamitische scholen na de moord op Van Gogh
Op 2 november 2004 werd Theo van Gogh vermoord door Mohammed Bouyeri. Na de moord volgde een geweldsexplosie in heel Nederland. In de eerste drie weken na de moord op Van Gogh deden zich ruim achthonderd incidenten voor, die varieerden van bekladding van gebouwen, discriminatie en bedreiging tot brandstichting. Naast overheids- en particuliere gebouwen waren vooral islamitische- en christelijke instellingen het doelwit. In 104 moskeeën en 37 kerken werd brand gesticht of een poging daartoe ondernomen. Ook islamitische- en christelijke scholen waren het doelwit, tussen november 2004 en maart 2005 vonden er 22 incidenten plaats bij islamitische scholen en 47 bij moskeeën. Voor zover er daders gepakt zijn, bleken dit jongeren te zijn die extreemrechtse ideeën aanhingen. De eerste school die in vlammen opging was de islamitische basisschool Bedir in Uden begin november 2004. In Eindhoven werd een bomaanslag gepleegd op de islamitische basisschool Tarieq Ibnoe Ziyad. Een aantal scholen, zoals de school in Uden, brandde volledig uit maar in de meeste gevallen bleef de schade beperkt.

## Onderzoek naar misstanden op islamitische scholen

### Aanleiding onderzoek
In 2006 en 2007 constateerde het ministerie van Onderwijs bij incidentele controles fraude en slechte onderwijsresultaten bij een aantal islamitische scholen. Financiële fraude is voor deze scholen 'makkelijk' omdat islamitische scholen vaak over veel geld beschikken, scholen ontvangen voor een leerling van allochtone afkomst bijna twee keer zoveel geld van de overheid als voor een autochtone leerling (1,9 keer meer). Na ontdekking van de misstanden verzocht het ministerie in september 2007 de Inspectie van het Onderwijs om nader onderzoek te doen naar islamitische scholen. Voor en gaande het onderzoek stuitte de Inspectie al op een aantal ernstige misstanden onder andere bij de Rotterdamse middelbare school Ibn Ghaldoun. Deze school had ruim 1,2 miljoen overheidsgeld onrechtmatig besteed aan onder meer niet-educatieve reizen naar Saoedi-Arabië. Ook bleken er personen op de loonlijst te staan die niet werkten voor de school waaronder twee imams. Het is tegen de regels om overheidsgeld aan andere zaken dan onderwijs te besteden, daarom moest de school de 1,2 miljoen euro terugbetalen. Ook de islamitische basisschool IBS De Dialoog in Rotterdam bleek voor tonnen gefraudeerd te hebben onder andere door mensen op de loonlijst te plaatsen die niet voor de school werkten. Eerder al bleek dat het bestuur van de Stichting Islamitische Scholen Helmond gefraudeerd had door fictieve personen op de loonlijst te zetten, zichzelf exorbitant hoog in te schalen en te sjoemelen met subsidies voor leerlingenvervoer. Het bestuur van de Helmondse school werd eind januari 2008 via de rechter ontslagen.

### Conclusie onderzoek Onderwijsinspectie
Dat Ibn Ghaldoun, IBS de Dialoog en de Stichting Islamitische Scholen Helmond geen uitzonderingen waren, bleek uit het in november 2008 door de Inspectie van het Onderwijs gepresenteerde rapport met de titel 'Bestuurlijke praktijken in het islamitisch onderwijs'. In dit rapport constateerde de Inspectie dat het islamitische onderwijs in Nederland met ernstige problemen kampte. Op 86 procent van de islamitische scholen was er een probleem met de besteding van het overheidsgeld en bijna de helft van alle islamitische scholen werd waar het om de kwaliteit van onderwijs gaat gekwalificeerd als 'zwak' tot 'zeer zwak'. De fraude betrof vooral het plaatsen van mensen op de loonlijst die niet daadwerkelijk bij de school werkten, zo stonden er onder andere familieleden van bestuursleden of directie op de loonlijst en medewerkers van de ISBO. Verder werden medewerkers vaak te hoog ingeschaald, werd er onrechtmatig geld uitgegeven aan leerlingenvervoer en werden niet-educatieve (buitenlandse) reizen betaald met geld dat bedoeld was voor onderwijs. De beide staatssecretarissen van Onderwijs Sharon Dijksma en Marja van Bijsterveldt kondigden aan 2,5 miljoen euro aan onrechtmatig besteed geld terug te vorderen en drongen aan op het vertrek van een aantal bestuursleden van scholen.

### Vergelijkend onderzoek en maatregelen
Om te bezien of fraude in het onderwijs zeer algemeen was of vooral op islamitische scholen voor kwam, deed de Inspectie een vergelijkend onderzoek bij 46 niet-islamitische scholen. Uit dit vergelijkend onderzoek bleek dat de problemen op islamitische scholen veel groter waren dan op vergelijkbare niet-islamitische scholen. Op de niet-islamitische scholen trof de Inspectie één fraudegeval aan, terwijl er op 86% van de islamitische scholen sprake was van fraude. Van alle niet-islamitische scholen stond 10% te boek als 'zwak tot 'zeer zwak', bij de islamitische scholen was dat bijna de helft. Van Bijsterveld en Dijksma zeiden toe met een wetswijziging te komen zodat het ministerie van Onderwijs in het vervolg op kan treden bij bestuurlijke misstanden op scholen en zwak onderwijs. Ten tijde van het onderzoek bood de wet geen mogelijkheden om bestuurders te ontslaan als het onderwijs slecht is.

### Reacties op het onderzoek
In de media werd beperkt aandacht besteed aan het rapport van de Inspectie omdat in dezelfde periode minister Ella Vogelaar aftrad. De reacties van onderwijskundigen was in het algemeen somber, men zag niet snel verbetering in de situatie komen. Van islamitische kant werd wat sussend gereageerd, de fouten zouden door scholen niet met opzet gemaakt zijn, de ISBO noemde het rapport achterhaald. Hoewel de ISBO het rapport achterhaald noemde, zei ISBO-directeur Yusuf Altuntas op 1 december 2008 dat er wat de ISBO betreft de komende jaren geen nieuwe islamitische scholen bij komen. Altuntas vond veel bestuurders van islamitische scholen incapabel en te slecht opgeleid. ISBO wilde eerst dat de bestaande scholen goed bestuurd worden alvorens nieuwe te stichten. De ISBO gaat opleidingen aanbieden aan bestuurders en wil meer niet-moslims opnemen in de besturen van islamitische scholen. In dezelfde week kondigde het CDA aan dat er aan strengere regels voldaan moet worden bij het oprichten van een school. Bij een subsidieaanvraag moet gekeken worden of aan minimumeisen wordt voldaan: deugt het bestuur, is er een onderwijsplan, zijn er goede docenten. Hoewel het CDA niet specifiek over islamitische scholen sprak, kwam het voorstel wel na het onderzoek naar de kwaliteit van het islamitisch onderwijs.

### Ibn Ghaldoen
Op 30 mei 2013 kwam deze Islamitische middelbare school landelijk in het nieuws door een uit het schoolgebouw gestolen vwo-eindexamen Frans dat integraal op internet was geplaatst. Het gestolen eindexamen werd geschrapt en alle bijna 17.000 vwo-leerlingen met Frans in hun pakket moesten een dag later een vervangend eindexamen maken.
Elf leerlingen, waarvan acht eindexamenkandidaten van de Ibn Ghaldounschool, werden verdacht van betrokkenheid bij het stelen van de eindexamens en 42 leerlingen – onder wie de elf genoemde – worden verdacht te hebben gebruikgemaakt van de gestolen eindexamens. Van de acht eindexamenleerlingen van de Ibn Ghaldoun Scholengemeenschap werd het schooldiploma ongeldig verklaard.